# Alan MacDiarmid
Alan Graham MacDiarmid (Masterton, Nova Zelanda 1927 - 7 de febrer de 2007) va ser un químic i professor universitari nord-americà, d'origen neozelandès, guardonat amb el Premi Nobel de Química l'any 2000.

## Biografia
Va néixer el 14 d'abril de 1927 a la ciutat de Masterton, situada a l'Illa del Nord. Va estudiar química a la Universitat Victòria de Wellington, on es va llicenciar el 1951. Gràcies a una beca va poder fer estudis de doctorat a la Universitat de Wisconsin als Estats Units l'any 1953 i a la Universitat de Cambridge el 1955. Aquest mateix any va ingressar com a professor associat a la Universitat de Pennsilvània i, l'any 1964, va obtenir la seva plaça de professor numerari. Era titular de la càtedra Blanchart de Química en aquesta mateixa universitat, càrrec que ocupava des de 1988.
Va tenir quatre fills del seu primer matrimoni amb Marian, morta el 1990. MacDiarmid es va casar després amb Gayl Gentile.
Finalment va morir el 7 de febrer de 2007 a causa d'una síndrome mielodisplàstica a casa seva a Drexel Hill, a Pennsilvània.

## Recerca científica
Els seus estudis sobre els polímers orgànics conductors van iniciar-se l'any 1975, any en el qual va contactar amb el doctor Hideki Shirakawa, de l'Institut Tecnològic de Tòquio. Des de llavors ha mantingut una estreta col·laboració amb ell, així com amb el físic Alan J. Heeger de la Universitat de Pennsilvània.
Els seus interessos científics se centraven en el polímer conductor més important des del punt de vista tecnològic, la polianilina, així com en els polímers orgànics fotoemissius. Ha publicat més de 600 articles científics en les més prestigioses revistes i és posseïdor de més de vint patents en el camp dels polímers orgànics conductors, especialment del poliacetilè i la polianilina.
L'any 2000 va ser guardonat amb el Premi Nobel de Química pel descobriment i desenvolupament dels polímers conductors, premi que fou compartit amb els seus col·laboradors Alan Heeger i Hideki Shirakawa.